# Charles Wellington Furse
Charles Wellington Furse (Staines, 1868-Camberley, 1904) fue un pintor inglés.

## Biografía
Nacido en 1868 en Staines, era hijo del reverendo C. W. Furse, arcediano de Westminster, y descendía colateralmente de Joshua Reynolds. Artista precoz, a la edad de siete años realizó una serie de dibujos que ilustraban novelas de Scott. Ingresó en la Slade school en 1884, ganó la beca Slade al año siguiente y completó su educación en la Academia Julian en París. Su actividad se vio interrumpida con frecuencia por períodos de enfermedad, pues había contraído la tuberculosis de joven. Un cuadro llamado Cain fue su primera contribución (1888) a la Royal Academy, de la que fue elegido miembro asociado el año de su muerte. Fue durante años defensor del New English Art Club, a cuyas exposiciones contribuía regularmente. Se casó en octubre de 1900 con Katherine, hija de John Addington Symonds.
Furse, que tenía afición por el deporte y la vida al aire libre, como pintor cultivó el retrato. Entre sus pinturas se encontraron Diana of the Uplands, Lord Roberts, The Return from the Ride, Cubbing with the York and Ainsty, The Lilac Gown, Mr and Mrs Oliver Fishing y un retrato de Lord Charles Beresford. Realizó además decoraciones en forma de murales para la casa consistorial de Liverpool, ejecutadas entre 1899 y 1902. Falleció prematuramente en 1904,el día 16 de octubre, en Camberley. En 1906 se celebró una exposición conmemorativa de las pinturas y bocetos de Furse en el Burlington Fine Arts Club.